# دنیای مردگان بین‌النهرین باستان

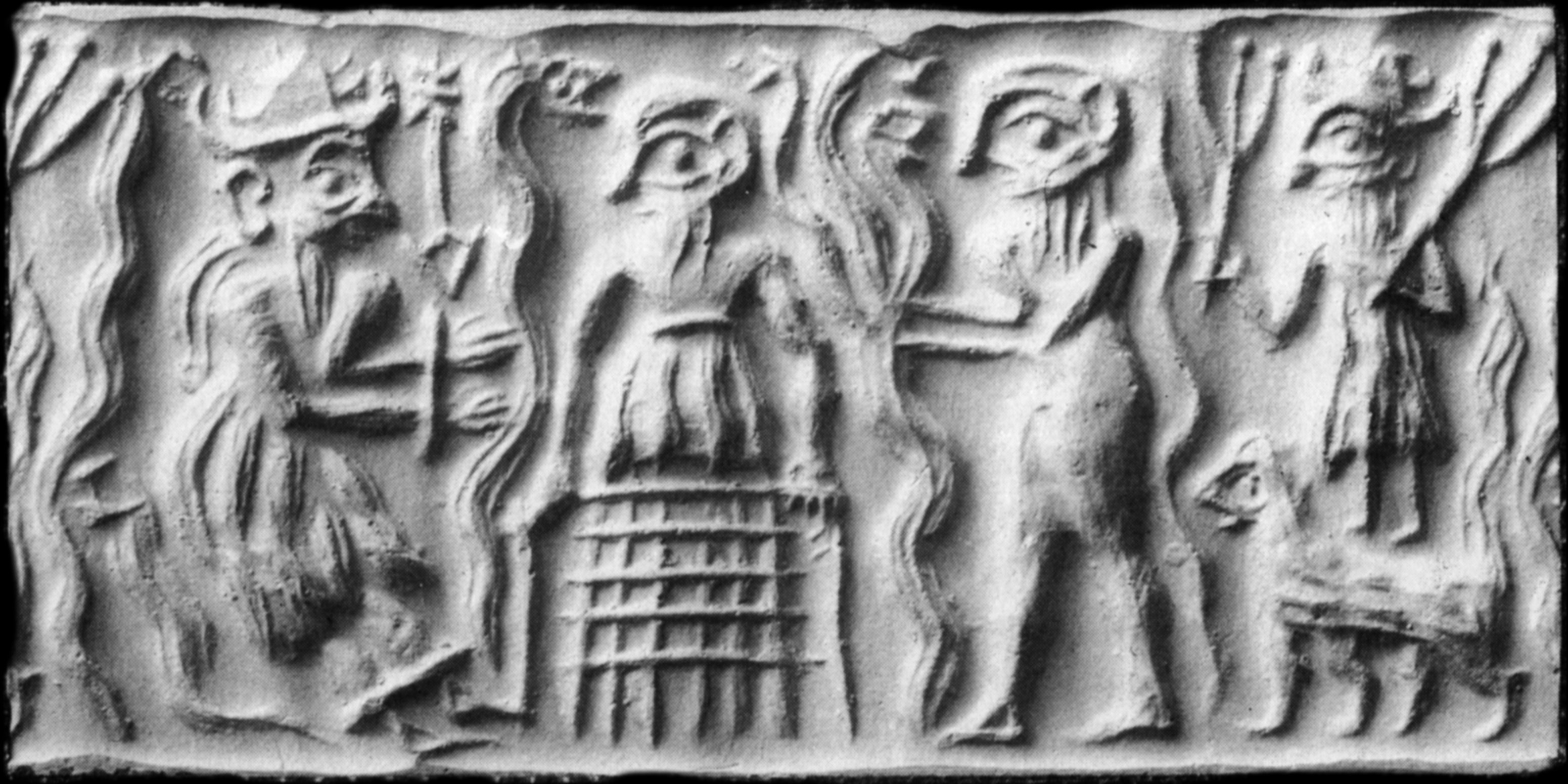
مهر استوانه‌ای سومری که در آن تصویری از شکنجه شدن تموز توسط دیوهای گالا در دنیای مردگان به تصویر کشیده شده‌است.

ایرکالا نام دنیای مردگان سرزمین میان‌رودان است. در زبان سومری علاوه بر ایرکالا به آن، کور، کوکو، آرالی، کیگال و چندین اسم دیگر می‌گویند. ایرکالا غار یا حفره ای تاریک در اعماق زمین است که باور بر آن است که ساکنان آن یک زندگی در سایه را در آن تجربه می‌کنند. تنها خوراک یا نوشیدنی این ساکنان، غبار است از این رو افراد خانوادهٔ آنها برای آنها غبار افشانش می‌کنند تا آنها از آن به عنوان خوراک استفاده کنند. برخلاف مفهوم زندگی پس از مرگ در بسیاری از فرهنگ‌ها، دنیای مردگان مردم سومر جایی برای داوری نهایی انسان‌های درگذشته نیست و آنها آنجا نه مجازات می‌شوند و نه تشویق بلکه کیفیت زندگی فرد در دنیای مردگان تنها وابسته به نحوهٔ به خاک‌سپاری او است.
در اسطوره‌ها وی را خدای طبقات زیرین خاک می‌دانند که ساکنان آنجا را جز غبار و خاک خوردنی‌ای نیست. در حماسه گیلگمش انکیدو پس از مرگ به این جهان می‌رود و گیلگمش برای دیدار او به آنجا می‌شتابد.
ارشکیگال، ایزدبانوی ایرکالا است که در کاخ گانزیر زندگی می‌کند گاهی به دنیای مردگان هم همین نام داده می‌شود. شوهر او خدای مردگان نرگال است. پس از دورهٔ اکد (۲۳۳۴–۲۱۵۴ پیش از میلاد) گاهی نرگال فرمانروایی دنیای مردگان را بر عهده گرفت. هفت دربان دنیای مردگان توسط افرادی به نام نتی محافظت می‌شود. تموز نیمی از زندگی خود را در دنیای مردگان به سر می‌برد و نیمی دیگر را خواهرش گشتینانا به جای او آنجا است. گشتینانا مسئول نوشتن (ثبت) نام افراد درگذشته است.
دنیای مردگان محل زندگی دیوها نیز هست از جمله می‌توان به لاماستو اشاره کرد که دیوی ترسناک است که بچه‌ها را می‌بلعد. علاوه بر لاماستو، دیوهای بادهای ترسناک و پازوزو و گالو که درگذشتگان را به سمت دنیای مردگان می‌کشانند هم آنجا زندگی می‌کنند.

## مکان
گمان آن می‌رود که ورودی ایرکالا در رشته کوه زاگرس در شرق باشد که یک راه پله رو به پایین به سمت در ورودی آن است. البته خود دنیای مردگان معمولاً در جایی عمیق‌تر از آن قرار دارد.

### کتابشناسی
- Choksi, M. (2014), "Ancient Mesopotamian Beliefs in the Afterlife", Ancient History Encyclopedia, ancient.eu
- Barret, C. E. (2007), "Was dust their food and clay their bread?: Grave goods, the Mesopotamian afterlife, and the liminal role of Inana/Ištar", Journal of Ancient Near Eastern Religions, Leiden, The Netherlands: Brill, 7 (1): 7–65, doi:10.1163/156921207781375123, ISSN 1569-2116
- Black, Jeremy; Green, Anthony (1992), Gods, Demons and Symbols of Ancient Mesopotamia: An Illustrated Dictionary, Austin, Texas: University of Texas Press, ISBN 0-7141-1705-6